# Chandon (Fluss)
Der gut 17 km lange Chandon ist neben der Broye der zweitlängste Zufluss des Murtensees. Er durchquert Gebiete der Schweizer Kantone Freiburg und Waadt und entwässert einen Abschnitt des Molasseplateaus zwischen der Broyeebene und der Saane. Er gehört zum Einzugsbereich des Rheins.

## Name
Der Flussname setzt sich aus dem gallischen Wort cambo (Mäander, Kurve) und dem Suffix -onna (Wasserlauf) zusammen.

## Geographie

### Verlauf
Das Quellgebiet des Chandon befindet sich auf ungefähr 620 m ü. M. auf dem Gebiet der Freiburger Gemeinde Léchelles am Waldhügel La Bandeire. Nach kurzer Laufstrecke erreicht er das Talbecken von Léchelles (545 m ü. M.). Dieses verlässt der Chandon nach Nordosten. Er verläuft nun in einem gut ausgeprägten Tal mit stets etwa 200 bis 300 m breiter flacher Aue in mehreren Windungen durch das Molasseplateau. Das Chandon-Tal diente während des Rückzugs des eiszeitlichen Rhonegletschers während längerer Zeit als Schmelzwasserrinne. Es ist gegen Nordwesten durch die Waldhöhen des Grand Belmont und des Bois de Châtel von der Broyeebene getrennt und weist ein mittleres Gefälle von weniger als 1 % auf.
Am Fuss des Bois de Châtel bildet der Chandon auf fast 3 km die Grenze zwischen Freiburg und der Waadtländer Exklave von Avenches. Danach tritt er nochmals ganz auf Freiburger Boden über. Bei Chandossel zeichnet der Bach zunächst einen Bogen nach Norden, bevor er nach Westen umbiegt und die Kantonsgrenze zur Waadt überquert. Nordöstlich von Avenches erreicht der Chandon den Rand der Broyeebene. Anschliessend mündet er mit einem kleinen Schwemmkegel bei Faoug in den Murtensee.

### Einzugsgebiet
Das Einzugsgebiet des Chandon ist 38,19 km² gross und besteht zu 28,2 % aus bestockter Fläche, zu 64,1 % aus Landwirtschaftsfläche, zu 7,4 % aus Siedlungsfläche und zu 0,2 % aus sonstigen Flächen.
Die Flächenverteilung
Die mittlere Höhe des Einzugsgebietes beträgt 568 m ü. M., die minimale Höhe liegt bei 429 m ü. M. und die maximale Höhe bei 737 m ü. M. 

### Zuflüsse
- Ruisseau les Craux (links), 0,3 km
- Le Potéré (rechts), 2,9 km, 1,61 km²
- La Râpa (rechts), 1,2 km
- Le Châtelard (rechts), 1,2 km, 0,51 km²
- Le Rialet (links), 0,5 km
- La Bioleire (links), 0,6 km
- Le Ruisseau de Corsalettes (Le Boverange) (rechts), 6,9 km, 8,12 km², 0,11 m³/s
- Le Ruisseau de la Rapellaz (links), 0,6 km
- Le Ruisseau du Saut du Chien (rechts), 0,8 km
- La Fontaine à l’Ours (links), 0,5 km
- Le Ruisseau du Nitou (rechts), 2,2 km, 2,78 km²
- Le Ruisseau des Cornaches (rechts), 0,4 km
- Le Ruisseau du Grassey (links), 0,6 km
- Le Ruisseau des Saules (rechts), 0,2 km
- Le Ruisseau des Baumes (rechts), 3,7 km, 6,75 km², 0,09 m³/s
- Le Ruisseau du Cuenno (rechts), 1,6 km. 0,57 km²
- Le Ruisseau des Bruyeres (links), 0,5 km

## Hydrologie
An der Mündung des Chandon in den Murtensee beträgt seine modellierte mittlere Abflussmenge (MQ) 0,50 m³/s, und sein Abflussregimetyp ist pluvial inférieur.
Der  modellierte monatliche mittlere Abfluss (MQ) des Chandon in m³/s

## Charakter
Der Mittellauf des Chandon ist noch in natürlichem oder naturnahem Zustand erhalten. In den landwirtschaftlich intensiv genutzten Gebieten am Unterlauf und bei Léchelles wurde das Gewässer abschnittsweise begradigt und die Böschungen befestigt. Der Chandon ist durch ein pluviales Abflussregime geprägt.

## Mühlen
Seine Wasserkraft wurde früher an verschiedenen Orten für den Betrieb von Mühlen genutzt.